# یوخن مایسنر
یوخن مایسنر (آلمانی: Jochen Meißner؛ زادهٔ ۸ مهٔ ۱۹۴۳) قایقران روئینگ اهل آلمان است.
وی در مسابقات کشوری و بین‌المللی در مجموع برندهٔ ۱ مدال طلا، ۱ مدال نقره، ۲ مدال برنز شده‌است.